# Thomas Louis Pröve
Thomas Louis Pröve (* 1953; † 25. September 2004 in Wedel, Schleswig-Holstein) war ein deutscher Spielleiter und Regisseur.

## Leben und Schaffen
Thomas Louis Pröve wuchs in Hamburg auf. Dort  war  er bereits während seiner Schulzeit an diversen Hamburger Bühnen als Regieassistent, Bühnenmeister, Beleuchtungsassistent und Tonmeister tätig, vorwiegend für Kammerspiele am Ernst-Deutsch-Theater und dem Thalia-Theater. Er erlernte bereits im Kindesalter Klavierspielen, was ihm zu sechs Jahren Assistents von Ida Ehre und Regieassistents von Boy Gobert und auch einer Tätigkeit  an der Hamburgischen Staatsoper verhalf. Pröve studierte Betriebswirtschaftslehre was er mit Examen sowie Jura mit dem Ersten Staatsexamen abschloss. In den USA studierte er zwei Semester Economics und absolvierte eine Ausbildung zum 1st assistent director. In der Funktion als Regieassistent arbeitete er unter anderem an rund einem Dutzend Film- und Fernsehproduktionen. Er war hier beispielsweise in den Filmstudios Wilmington. Mit Beginn der 2000er Jahre war er als Regisseur an mehreren Fernsehproduktionen beteiligt.

## Privates
Privat war Pröve mit der fünf Jahre jüngeren Floristmeisterin Sabine verheiratet. Aus dieser Ehe entstammen die Kinder Paul-Louis Pröve (* 1990, Schauspieler) und Carla-Lotte (* 1998). Aufgrund seiner Tätigkeiten in den USA hatte er einen weiteren Wohnsitz in Charlotte, North Carolina. Thomas Louis Pröve starb im September 2004 im Alter von 51 Jahren an einem Herzinfarkt.

## Filmografie (Auswahl)
- 2000: Die Camper (Fernsehserie)
- 2001: Ein Vater zu Weihnachten (Fernsehfilm)
- 2003: Wie tauscht man seine Eltern um? (Fernsehserie)
- 2004: Trautes Heim (Fernsehserie)